# Alejandro Guillier
Alejandro René Eleodoro Guillier Álvarez (La Serena, Região de Coquimbo; 5 de março de 1953) é um sociólogo, jornalista de rádio e televisão e político chileno independente. É senador pela II Circunscrição de Antofagasta e o candidato presidencial do Partido Radical Social Democrata, o Partido Socialista, o Partido Comunista, o Partido pela Democracia, MAS Região e a Esquerda Cidadã.

## Biografia
Nasceu em La Serena em 1953, filho de Alejandro Guillier Ossa e María Raquel Álvarez Monterrey. Está casado com María Cristina Farga Hernández, e é pai de três filhos: Andrés Almeida Farga, Cristóbal Almeida Farga e Alejandro Guillier Farga.
Realizou seus estudos médios no Liceo de Homens de Antofagasta e posteriormente ingressou a estudar Sociologia na Universidade Católica do Norte, da mesma cidade, onde de forma paralela estudou Licenciatura em Jornalismo, egresando como sociólogo em 1977 e jornalista em 1980. Posteriormente realizou um Magíster em Ciências Sociais na Flacso, em 1983.
Desde o 2014, é membro da Logia Parlamentar de Valparaíso e ostenta o grau de maestro da ordem. Seu pai também é masón.

## Carreira jornalística

### Imprensa escrita e rádio

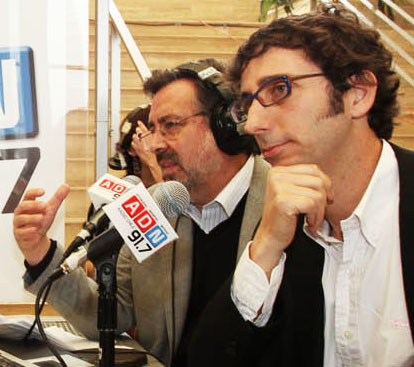
Guillier junto a Matías do Rio transmitindo pára DNA Rádio em 2009.

Iniciou sua carreira nos meios no diário A Estrela do Norte, além de correspondente em sua cidade de Rádio Cooperativa e a revista Hoje (1981-1983).
Transladou-se a Santiago, a trabalhar na Rádio Chilena, onde foi a voz da primeira edição de Primeira plana (1984-1985), e nuevamentemente na revista Hoje (1986-1991) como redactor na capital.
Desempenhou-se como director de imprensa do desaparecido diário O Metropolitano.
Desenvolveu um comentário editorial em DNA Rádio Chile às 09:00, para depois assumir a condução do programa DNA Hoje; também tem participado como panelista no programa Falemos na Segunda-feira da mesma emissora. A fins de 2011 foi fichado por Rádio Futuro para conduzir o programa matinal Palavra que é notícia, junto a Antonio Quinteros; paralelamente, continuou em DNA com o programa analítico das nove da manhã O comentário de Alejandro Guillier.

### Televisão
Ingressou à televisão em março de 1991, como editor matinal de imprensa de RTU. Depois, em março de 1992, passou a Televisão Nacional de Chile (TVN), em programas jornalísticos como Relatório especial, Meia-noite, e a condução do noticiero central de 24 horas.
Em março de 1999 chegou a Chilevisión para assumir como Director de Imprensa da estação televisiva. Conduziu o noticiero central Chilevisión Notícias, e foi criador e panelista estável do programa de debate Tolerância zero.
Em dezembro de 2008 deixou Chilevisión, para ingressar ao canal de notícias 24 Horas de TVN. Aí apresentou programa-los Factor Guillier, Hora finque e Cara a cara.
Depois de renunciar a TVN, o 22 de dezembro de 2011 chegou à Rede para assumir a condução do noticiero Hora 20 junto com sua colega radial Beatriz Sánchez, a partir de janeiro de 2012, e onde se manteve todo esse ano. Desde 2013, quando decidiu lutar por uma cadeira senatorial, se acha afastado dos meios de comunicação.

### Dirigente e académico
Foi presidente do Colégio de Jornalistas de Chile durante o período 2004-2006.
Foi vicedecano e professor da Escola de Jornalismo da Universidade Diego Portais (1988-1997). Actualmente é director em Santiago da Escola de Jornalismo da Universidade Maior.

## Carreira política
Em fevereiro de 2013, deixou A Rede, para postularse como candidato ao Senado de Chile nas eleições parlamentares desse ano, com o apoio do Partido Radical Social-democrata (PRSD), pela II Circunscrição de Antofagasta, que compreende as comunas de Calama, María Elena, Ollagüe, San Pedro de Atacama, Tocopilla, Antofagasta, Mejillones, Serra Gorda e Taltal. Nas eleições do 17 de novembro de 2013 resultou eleito, e assumiu como senador o 11 de março de 2014. É integrante das comissões permanentes de Ética e Transparência, Mineração e Energia e Revisora de Contas, bem como da especial de Zonas Extremas.
Desde mediados de 2016 tem ido posicionando-se como um dos candidatos mais competitivos dentro da Nova Maioria para a eleição presidencial de 2017, concitando apoios em vários políticos da coalizão. Aproveitando esta circunstância, o PRSD utilizou a Guillier como rosto de apoio a seus candidatos nas eleições municipais de outubro de 2016, e o Conselho Geral de dita colectividad o proclamou oficialmente seu candidato presidencial o 7 de janeiro de 2017. À medida que avançava seu postulación foi somando os apoios da Esquerda Cidadã (IC) e MAS Região. O 9 de abril de 2017 conseguiu o respaldo do Partido Socialista (PS), isto depois de vencer ao candidato do Partido pela Democracia (PPD) e expresidente da República, Ricardo Lagos Escobar, numa votação realizada pelo Comité Central da colectividad (67 votos a favor de Guillier, 36 votos a favor de Lagos e 4 votos em alvo).
Em abril de 2017 o jornalista Raúl Sohr publicou o livro Alejandro Guillier. Face ao país, onde o político explica, no curso de três longas entrevistas, seus pensamentos políticos.

## Controvérsias
Acusa-se-lhe de faltas à ética jornalística, ao ter gravado ocultamente ao juiz Daniel Calvo, quem finalmente foi afastado do caso Spiniak. Sua acção foi qualificada pelo escritor Matías Rivas como «uma das vilezas mais impactantes que tenho visto na televisão posterior à ditadura».

## História eleitoral

### Eleições parlamentares de 2013
- Eleições Parlamentares de 2013 a Senador pela Circunscrição 2 (Antofagasta)

| Candidato                  | Pacto                        | Partido | Votos  | %     | Resultado |
| -------------------------- | ---------------------------- | ------- | ------ | ----- | --------- |
| Alejandro Guillier Álvarez | Nova Maioria                 | ILC     | 61.875 | 37,06 | Senador   |
| Manuel Vermelhas Molina    | Aliança                      | UDI     | 39.325 | 23,55 |           |
| Pedro Araya Guerreiro      | Nova Maioria                 | ILC     | 29.198 | 17,49 | Senador   |
| Carlos Cantero Ojeda       | Independente (Fora de Pacto) | IND     | 18.416 | 11,03 |           |
| Daniel Guevara Cortês      | Independente (Fora de Pacto) | IND     | 9.923  | 5,94  |           |
| Jimena Orrego Henríquez    | Nova Constituição para Chile | ILH     | 4.288  | 2,56  |           |
| Gisela Contreras Braña     | Partido Humanista            | PH      | 3.915  | 2,34  |           |

### Eleições presidenciais de 2017
|  | 36,64 % |

|  | 22,70 % |

|  | 20,27 % |

|  | 7,93 % |

|  | 5,88 % |

|  | 5,71 % |

|  | 0,51 % |

|  | 0,36 % |